# Liste der Kulturdenkmäler in Lug (Pfalz)
In der Liste der Kulturdenkmäler in Lug sind alle Kulturdenkmäler der rheinland-pfälzischen Ortsgemeinde Lug aufgeführt. Grundlage ist die Denkmalliste des Landes Rheinland-Pfalz (Stand: 31. August 2023).

## Einzeldenkmäler
| Bezeichnung                      | Lage                                         | Baujahr                           | Beschreibung                                                                                     | Bild                           |
| -------------------------------- | -------------------------------------------- | --------------------------------- | ------------------------------------------------------------------------------------------------ | ------------------------------ |
| Katholische Kirche Allerheiligen | Hauptstraße 19 Lage                          | 1926–28                           | gotisierender Bruchsandsteinsaal, expressionistische Einflüsse, 1926–28, Architekt Albert Boßlet | weitere Bilder Fotos hochladen |
| Wegekreuz                        | Mühlstraße, bei Nr. 22a Lage                 | erste Hälfte des 19. Jahrhunderts | Balkenkreuz, Rotsandstein, erste Hälfte des 19. Jahrhunderts                                     | Fotos hochladen                |
| Friedhofskreuz                   | nördlich der Ortslage, auf dem Friedhof Lage | 1870                              | Friedhofskreuz, bezeichnet 1870                                                                  | Fotos hochladen                |